# Wilhelmine Steinbrecher
Wilhelmine Steinbrecher, född 1701, död 1772, var en tysk skådespelare. 
Hon var dotter till teaterdirektören Johann Spiegelberg och syster till Georgine Ekhof. Hon gifte sig med harlekin-skådespelaren Steinbrecher (d. 1761) och blev därmed svägerska till den berömda aktören Conrad Ekhof. 
Hon nämns 1736 som verksam i Neuberschen Truppe i Frankfurt. Hon var då känd för sina roller som drottningar och hjältemödrar och ansågs värdig och sublim. 1745 uppträdde hon med Bernese-truppen i Leipzig, och 1746 Diedrich-gruppen i Danzig. Hon berömdes då för sina roller som koketta mödrar. Hon turnerade sedan med Hilferding-truppen i Ryssland. I Ryssland upplöstes truppen och hon och barnen övergavs av maken. Hon återvände till Tyskland med Ohl-truppen och var sedan verksam hos Koch 1752-55, och därefter med Schönemann 1755-57, hos Dobbelin 1757-58 och sedan åter med Koch, med vilken hon framträdde i Dresden 1764, och i Berlin 1771. Hon var sedan verksam vid Rīgas 1. pilsētas teātris i Riga. 
Hon var mor till Caroline Elisabeth Steinbrecher (1733- d. efter 1772), kallad "Den tyska Favart" och känd för sitt sångspel; hon var liksom sin mor engagerad hos Koch, där hon blev känd för titelrollen i Lessings "Miss Sara Sampson" och Emilia i Berlin vid den första föreställningen av "Emilia Galotti". Hon gifte sig 1772 med sångaren Hübler och flyttade tillsammans med sin mor till Riga.